# پرده بین‌انگشتی

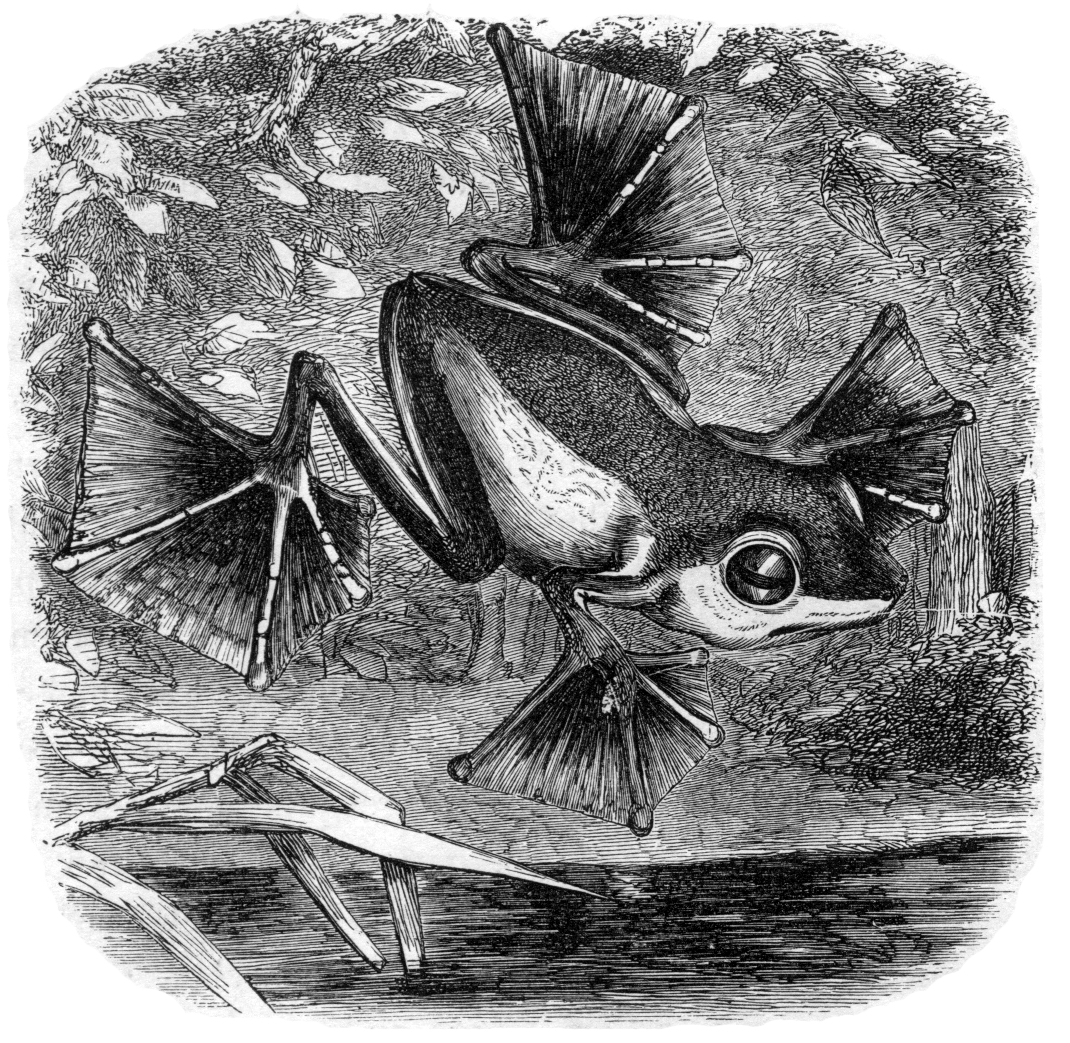
نمونه‌ای از پرده بین‌انگشتی در قورباغه پرنده رودخانه آبه

پرده بین‌انگشتی (به انگلیسی: Interdigital webbing) وجود غشای پوست بین انگشتان است. به‌طور معمول در پستانداران، پرده در جنین وجود دارد ولی پس از آن در زمان رشد جذب می‌شود، اما در گونه‌های مختلف پستانداران گاهی در بزرگسالی ادامه می‌یابد. در انسان، می‌توان آن را در کسانی که از سندرم LEOPARD و از سندرم آرسکوگ-اسکات رنج می‌برند، یافت.
پرده بین‌انگشتان در پای عقبی در چندین پستاندار وجود دارد که بخشی از زمان خود را در آب می‌گذرانند. پرده‌داشتن حرکت در آب را هموار می‌سازد.
پرده بین‌انگشتی را نباید با انگشت‌چسبی اشتباه گرفت، که ترکیب انگشتان است و به ندرت در انسان رخ می‌دهد. انگشت‌چسبی به‌طور خاص پاها را تحت تأثیر قرار می‌دهد، در پرندگان (مانند اردک)، دوزیستان (مانند قورباغه) و پستانداران (مانند کانگورو).

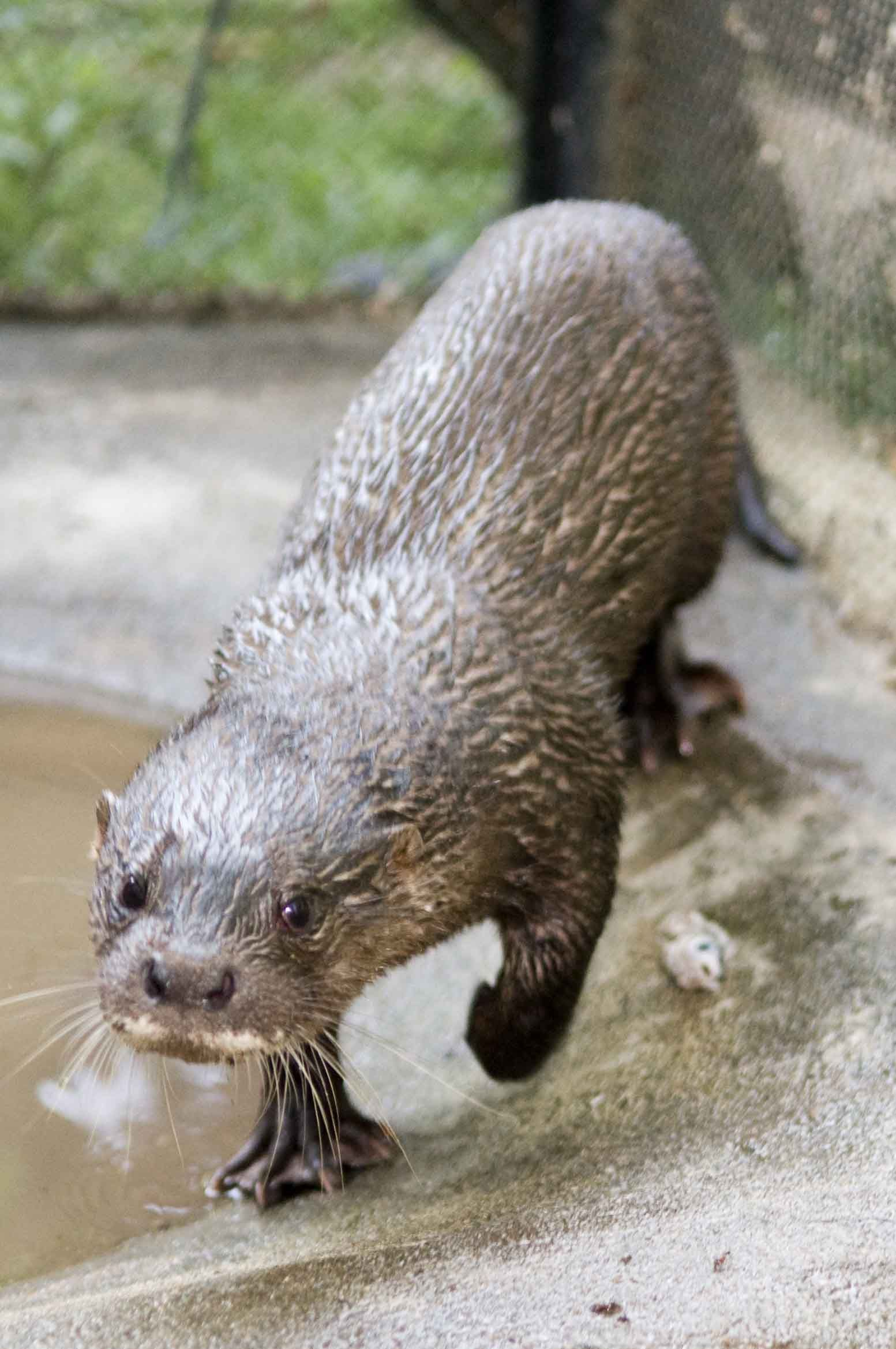
این شنگ اوراسیایی در حال تکیه دادن وزن خود بر پای پرده‌دار خود است.